# Estado vilão
Estado vilão (em inglês: rogue state), ou Estado delinquente, é aquele Estado considerado como uma ameaça à paz mundial. Trata-se de um termo controverso usado por alguns teóricos internacionais. A ameaça é percebida a partir da satisfação de determinados critérios, como ser governado por regimes autoritários que restringem severamente os direitos humanos, patrocinam o terrorismo e buscam a criação e proliferação de armas de destruição em massa. Esse termo é usado na maioria das vezes pelos Estados Unidos (embora o Departamento de Estado dos Estados Unidos tenha oficialmente parado de usar o termo em 2000); entretanto, tem sido utilizado por outros países também. Em 2017, num discurso à ONU, o presidente Donald Trump reiterou a expressão. No entanto, o referido termo tem sido aplicado por outros países, como a Alemanha, assim como para o próprio Estados Unidos.
Um Estado vilão deve ser diferenciado dos "Estados párias", como a Birmânia (Myanmar) e o Zimbabwe que abusam dos direitos humanos de suas populações sem serem considerados uma ameaça concreta para além das suas próprias fronteiras, embora os termos sejam por vezes usados como sinônimos.

## Classificações
Estados atualmente considerados "Estados vilões" pelos EUA:
- Irã[12]
- Sudão[9]
- Síria[13]
- Coreia do Norte[12]
- Venezuela[14]

Estados anteriormente considerados "Estados vilões" pelos EUA:
- Emirado Islâmico do Afeganistão[9][13]
- Iraque[9][13]
- Líbia[9][13]
- Iugoslávia[13][15]
- Cuba[9]